# Буздуганій-де-Сус
Буздуганій-де-Сус (рум. Buzduganii de Sus) — село в Унгенському районі Молдови. Входить до складу комуни, адміністративним центром якої є село Валя-Маре.

## Населення
За даними перепису населення 2004 року у селі проживала 561 особа.
Національний склад населення села:
| Національність | Кількість осіб | Відсоток |
| -------------- | -------------- | -------- |
| українці       | 387            | 69,0%    |
| молдавани      | 160            | 28,5%    |
| росіяни        | 14             | 2,5%     |
| Всього         | 561            | 100%     |